# 憍陳如一世
憍陳如一世是柬埔寨歷史上扶南的一位國王。
憍陳如一世是一位来自印度的婆罗门，後來他來到柬埔寨，成為了一名重要的婆羅門。他與蛇王之女紹瑪結婚。後來，憍陳如一世成為柬埔寨國王。
憍陳如一世的事跡在占婆的美山聖地碑文中有記載。柬埔寨傳說中有Preah Thong和Neang Neak的故事，中國漢文文獻《梁書》中記載有混填和柳葉的故事，這兩則故事的內容大同小異。有些學者認為憍陳如一世、Preah Thong和混填是同一個人，但另一些學者反對這個觀點。